# مهدی حفصی
مهدی حفصی (انگلیسی: Mehdi Hafsi؛ زادهٔ ۲۳ فوریهٔ ۱۹۷۸) بازیکن بسکتبال اهل تونس است.
وی در مسابقات کشوری و بین‌المللی در مجموع برندهٔ ۱ مدال نقره شده‌است.